# Списак споменика културе у Јужнобачком округу
Следи списак споменика културе у Јужнобачком округу.
| ИД      | Слика                                                            | Назив                                                                   | Адреса                                       | Координате                                                                                   | Место                   | Градска општина | Општина          | Надлежни завод |
| ------- | ---------------------------------------------------------------- | ----------------------------------------------------------------------- | -------------------------------------------- | -------------------------------------------------------------------------------------------- | ----------------------- | --------------- | ---------------- | -------------- |
| СК 1013 | Манастир Бођани                                                  | Манастир Бођани                                                         |                                              | 45.396069°N 19.102217°E / 45.396069, 19.102217                                               | Бођани                  |                 | Бач              | ПОКР. Н. САД   |
| СК 1014 | Фрањевачки самостан у Бачу                                       | Фрањевачки самостан у Бачу                                              | Др Зорана Ђинђића 10                         | 45.391345°N 19.232392°E / 45.391345, 19.232392                                               | Бач                     |                 | Бач              | ПОКР. Н. САД   |
| СК 1015 | Дворац породице Дунђерски у Челареву                             | Дворац породице Дунђерски у Челареву                                    |                                              | 45.272735°N 19.519184°E / 45.272735, 19.519184                                               | Челарево                |                 | Бачка Паланка    | ПОКР. Н. САД   |
| СК 1016 | Сеоска кућа у Нештину                                            | Сеоска кућа у Нештину                                                   |                                              |                                                                                              | Нештин                  |                 | Бачка Паланка    | ПОКР. Н. САД   |
| СК 1017 | Кућа у Бачком Петровцу                                           | Кућа у Бачком Петровцу                                                  |                                              |                                                                                              | Бачки Петровац          |                 | Бачки Петровац   | ПОКР. Н. САД   |
| СК 1018 | Манастир Беочин                                                  | Манастир Беочин                                                         |                                              | 45.176864°N 19.721853°E / 45.176864, 19.721853                                               | Беочин                  |                 | Беочин           | ПОКР. Н. САД   |
| СК 1019 | Манастир Раковац                                                 | Манастир Раковац                                                        |                                              | 45.18454°N 19.774595°E / 45.18454, 19.774595                                                 | Раковац (Беочин)        |                 | Беочин           | ПОКР. Н. САД   |
| СК 1034 | Патријаршијски двор у Сремским Карловцима                        | Патријаршијски двор у Сремским Карловцима                               |                                              | 45.203328°N 19.934712°E / 45.203328, 19.934712                                               | Сремски Карловци        |                 | Сремски Карловци | ПОКР. Н. САД   |
| СК 1039 | Преводница „Шлајз“                                               | Преводница „Шлајз“                                                      |                                              | 45.600557°N 20.052921°E / 45.600557, 20.052921                                               | Бечеј                   |                 | Бечеј            | ПОКР. Н. САД   |
| СК 1053 | Саборна црква у Сремским Карловцима                              | Саборна црква у Сремским Карловцима                                     |                                              | 45.202935°N 19.934311°E / 45.202935, 19.934311                                               | Сремски Карловци        |                 | Сремски Карловци | ПОКР. Н. САД   |
| СК 1087 | Римокатоличка црква Св. апостола Павла у Бачу                    | Римокатоличка црква Св. апостола Павла у Бачу                           |                                              | 45.392607°N 19.228605°E / 45.392607, 19.228605                                               | Бач                     |                 | Бач              | ПОКР. Н. САД   |
| СК 1088 | Амам у Бачу                                                      | Амам у Бачу                                                             |                                              | 45.39237°N 19.227317°E / 45.39237, 19.227317                                                 | Бач                     |                 | Бач              | ПОКР. Н. САД   |
| СК 1089 | Српска православна црква у Нештину                               | Српска православна црква у Нештину                                      |                                              | 45.227°N 19.447559°E / 45.227, 19.447559                                                     | Нештин                  |                 | Бачка Паланка    | ПОКР. Н. САД   |
| СК 1090 | Воденица у Нештину                                               | Воденица у Нештину                                                      |                                              | 45.228821°N 19.452515°E / 45.228821, 19.452515                                               | Нештин                  |                 | Бачка Паланка    | ПОКР. Н. САД   |
| СК 1092 | Дворац Дунђерски у Кулпину                                       | Дворац Дунђерски у Кулпину                                              |                                              | 45.402198°N 19.587769°E / 45.402198, 19.587769                                               | Кулпин                  |                 | Бачки Петровац   | ПОКР. Н. САД   |
| СК 1093 | Српска православна црква у Баноштору                             | Српска православна црква у Баноштору                                    |                                              | 45.212868°N 19.613652°E / 45.212868, 19.613652                                               | Баноштор                |                 | Беочин           | ПОКР. Н. САД   |
| СК 1094 | Српска православна црква у Беочину                               | Српска православна црква у Беочину                                      |                                              | 45.20676°N 19.720296°E / 45.20676, 19.720296                                                 | Беочин                  |                 | Беочин           | ПОКР. Н. САД   |
| СК 1095 | Српска православна црква у Черевићу                              | Српска православна црква у Черевићу                                     |                                              | 45.219201°N 19.662361°E / 45.219201, 19.662361                                               | Черевић                 |                 | Беочин           | ПОКР. Н. САД   |
| СК 1099 | Ветрењача у Чуругу                                               | Ветрењача у Чуругу                                                      |                                              | 45.473043°N 20.04838°E / 45.473043, 20.04838                                                 | Чуруг                   |                 | Жабаљ            | ПОКР. Н. САД   |
| СК 1116 | Српска православна црква у Србобрану                             | Српска православна црква у Србобрану                                    |                                              | 45.545714°N 19.790684°E / 45.545714, 19.790684                                               | Србобран                |                 | Србобран         | ПОКР. Н. САД   |
| СК 1117 | Српска православна црква у Врбасу                                | Српска православна црква у Врбасу                                       |                                              | 45.567053°N 19.658391°E / 45.567053, 19.658391                                               | Врбас                   |                 | Врбас            | ПОКР. Н. САД   |
| СК 1127 | Српска православна црква у Бачкој Паланци                        | Српска православна црква у Бачкој Паланци                               | Доситејева 1                                 | 45.249135°N 19.39724°E / 45.249135, 19.39724                                                 | Бачка Паланка           |                 | Бачка Паланка    | ПОКР. Н. САД   |
| СК 1128 | Словачка евангелистичка црква и парохијски дом у Бачком Петровцу | Словачка евангелистичка црква и парохијски дом у Бачком Петровцу        |                                              | 45.360212°N 19.592623°E / 45.360212, 19.592623                                               | Бачки Петровац          |                 | Бачки Петровац   | ПОКР. Н. САД   |
| СК 1131 | Српска православна црква у Деспотову                             | Српска православна црква у Деспотову                                    |                                              | 45.457361°N 19.528517°E / 45.457361, 19.528517                                               | Деспотово               |                 | Бачка Паланка    | ПОКР. Н. САД   |
| СК 1134 | Пошаљи фотографију                                               | Српска православна црква Успења Богородице у Пивницама                  |                                              | 45.468227°N 19.45751°E / 45.468227, 19.45751                                                 | Пивнице (Бачка Паланка) |                 | Бачка Паланка    | ПОКР. Н. САД   |
| СК 1148 | Сеоска кућа у Беочину                                            | Сеоска кућа у Беочину                                                   | Станковићева 4                               | 45.201053°N 19.720951°E / 45.201053, 19.720951                                               | Беочин                  |                 | Беочин           | ПОКР. Н. САД   |
| СК 1151 | Пошаљи фотографију                                               | Три војнограничарске зграде у Тителу                                    |                                              | 45.20484°N 20.298093°E / 45.20484, 20.298093                                                 | Тител                   |                 | Тител            | ПОКР. Н. САД   |
| СК 1152 | Реформаторска црква у Врбасу                                     | Реформаторска црква у Врбасу                                            |                                              | 45.571115°N 19.639831°E / 45.571115, 19.639831                                               | Врбас                   |                 | Врбас            | ПОКР. Н. САД   |
| СК 1186 | Црква Преноса моштију Светог Николе у Бачком Петровом Селу       | Црква Преноса моштију Светог Николе у Бачком Петровом Селу              |                                              | 45.703242°N 20.086459°E / 45.703242, 20.086459                                               | Бачко Петрово Село      |                 | Бечеј            | ПОКР. Н. САД   |
| СК 1187 | Капела Богдана Дунђерског код Бечеја                             | Капела Богдана Дунђерског код Бечеја                                    | комплекс дворца „Фантаст“                    | 45.651743°N 19.903502°E / 45.651743, 19.903502                                               | Бечеј                   |                 | Бечеј            | ПОКР. Н. САД   |
| СК 1188 | Српска православна црква Светог Ђорђа у Бечеју                   | Српска православна црква Светог Ђорђа у Бечеју                          |                                              | 45.61496°N 20.049736°E / 45.61496, 20.049736                                                 | Бечеј                   |                 | Бечеј            | ПОКР. Н. САД   |
| СК 1192 | Капела Св. Антона Пустињака у Бачу                               | Капела Св. Антона Пустињака у Бачу                                      |                                              |                                                                                              | Бач                     |                 | Бач              | ПОКР. Н. САД   |
| СК 1193 | Самостан часних сестара у Бачу                                   | Самостан часних сестара у Бачу                                          |                                              |                                                                                              | Бач                     |                 | Бач              | ПОКР. Н. САД   |
| СК 1196 | Чардак у Свилошу                                                 | Чардак у Свилошу                                                        | Фрушкогорска 97                              | 45.175472°N 19.586023°E / 45.175472, 19.586023                                               | Свилош                  |                 | Беочин           | ПОКР. Н. САД   |
| СК 1197 | Српска православна црква Светог арханђела Гаврила у Сусеку       | Српска православна црква Светог арханђела Гаврила у Сусеку              |                                              | 45.224362°N 19.535213°E / 45.224362, 19.535213                                               | Сусек                   |                 | Беочин           | ПОКР. Н. САД   |
| СК 1206 | Српска православна црква Светог Јована Златоустог у Силбашу      | Српска православна црква Светог Јована Златоустог у Силбашу             |                                              | 45.394141°N 19.461549°E / 45.394141, 19.461549                                               | Силбаш                  |                 | Бачка Паланка    | ПОКР. Н. САД   |
| СК 1207 | Српска православна црква Вазнесења Господњег у Чуругу            | Српска православна црква Вазнесења Господњег у Чуругу                   |                                              | 45.473298°N 20.07337°E / 45.473298, 20.07337                                                 | Чуруг                   |                 | Жабаљ            | ПОКР. Н. САД   |
| СК 1209 | Српска православна црква у Локу                                  | Српска православна црква у Локу                                         |                                              | 45.216563°N 20.208744°E / 45.216563, 20.208744                                               | Лок                     |                 | Тител            | ПОКР. Н. САД   |
| СК 1210 | Пошаљи фотографију                                               | Кућа у Тителу                                                           | Главна 30(32)                                | 45.20487°N 20.302323°E / 45.20487, 20.302323                                                 | Тител                   |                 | Тител            | ПОКР. Н. САД   |
| СК 1211 | Српска православна црква у Вилову                                | Српска православна црква у Вилову                                       |                                              |                                                                                              | Вилово                  |                 | Тител            | ПОКР. Н. САД   |
| СК 1212 | Кућа у улици Маршала Тита, Врбас                                 | Кућа у улици Маршала Тита, Врбас                                        | Маршала Тита 42                              | 45.571395°N 19.640845°E / 45.571395, 19.640845                                               | Врбас                   |                 | Врбас            | ПОКР. Н. САД   |
| СК 1854 | Капела „Водица“ у Врбасу                                         | Капела „Водица“ у Врбасу                                                |                                              | 45.56151°N 19.662254°E / 45.56151, 19.662254                                                 | Врбас                   |                 | Врбас            | ПОКР. Н. САД   |
| СК 1855 | Дворац „Каштел“ у Темерину                                       | Дворац „Каштел“ у Темерину                                              |                                              | 45.406375°N 19.892152°E / 45.406375, 19.892152                                               | Темерин                 |                 | Темерин          | ПОКР. Н. САД   |
| СК 1856 | Родна кућа народног хероја Радивоја Ћирпанова                    | Родна кућа народног хероја Радивоја Ћирпанова                           |                                              | 45.473253°N 20.071586°E / 45.473253, 20.071586                                               | Чуруг                   |                 | Жабаљ            | ПОКР. Н. САД   |
| СК 1857 | Пошаљи фотографију                                               | Родна кућа народног хероја Димитрија Лазарова „Раше“                    |                                              | 45.210403°N 19.719594°E / 45.210403, 19.719594                                               | Черевић                 |                 | Беочин           | ПОКР. Н. САД   |
| СК 1858 | Пошаљи фотографију                                               | Кућа значајна за НОБ у Турији                                           |                                              | 45.537738°N 19.856494°E / 45.537738, 19.856494                                               | Турија (Србобран)       |                 | Србобран         | ПОКР. Н. САД   |
| СК 1859 | Два надгробна споменика на Чератском гробљу                      | Два надгробна споменика на Чератском гробљу                             | Чератско гробље                              | 45.199934°N 19.928158°E / 45.199934, 19.928158                                               | Сремски Карловци        |                 | Сремски Карловци | ПОКР. Н. САД   |
| СК 1860 | Споменици на Магарчевом брегу                                    | Споменици на Магарчевом брегу                                           | Гробље на Магарчевом брегу                   | 45.197084°N 19.936601°E / 45.197084, 19.936601                                               | Сремски Карловци        |                 | Сремски Карловци | ПОКР. Н. САД   |
| СК 1862 | Пошаљи фотографију                                               | Надгробни споменици на старом гробљу у Турији                           | Старо гробље                                 | 45.54145°N 19.849815°E / 45.54145, 19.849815                                                 | Турија (Србобран)       |                 | Србобран         | ПОКР. Н. САД   |
| СК 1863 | Пошаљи фотографију                                               | Родна кућа Шаму Михаља                                                  |                                              | 45.702148°N 20.085966°E / 45.702148, 20.085966                                               | Бачко Петрово Село      |                 | Бечеј            | ПОКР. Н. САД   |
| СК 1864 | Пошаљи фотографију                                               | Шест надгробних споменика, Чератско гробље и гробље на Магарчевом брегу | Чератско гробље и гробље на Магарчевом брегу | 45.197084°N 19.936601°E / 45.197084, 19.936601                                               | Сремски Карловци        |                 | Сремски Карловци | ПОКР. Н. САД   |
| СК 1864 | Два надгробна споменика на Чератском гробљу                      | Два надгробна споменика на Чератском гробљу                             | Чератско гробље                              | 45.197084°N 19.936601°E / 45.197084, 19.936601                                               | Сремски Карловци        |                 | Сремски Карловци | ПОКР. Н. САД   |
| СК 1865 | Пошаљи фотографију                                               | Партизанска база „Велики Лублин“                                        |                                              | 45.585632°N 19.920892°E / 45.585632, 19.920892                                               | Радичевић (Бечеј)       |                 | Бечеј            | ПОКР. Н. САД   |
| СК 1867 | Пошаљи фотографију                                               | Старо гробље у Ђурђеву                                                  |                                              | 45.331966°N 20.060143°E / 45.331966, 20.060143                                               | Ђурђево (Жабаљ)         |                 | Жабаљ            | ПОКР. Н. САД   |
| СК 1868 | Пошаљи фотографију                                               | Родна кућа народног хероја Ђорђа Зличића                                |                                              | 45.324604°N 20.065066°E / 45.324604, 20.065066                                               | Ђурђево (Жабаљ)         |                 | Жабаљ            | ПОКР. Н. САД   |
| СК 1869 | Пошаљи фотографију                                               | Родна кућа народног хероја Стевана Дивниног Бабе                        |                                              | 45.373961°N 20.068521°E / 45.373961, 20.068521                                               | Жабаљ                   |                 | Жабаљ            | ПОКР. Н. САД   |
| СК 1870 | Етно парк „Брвнара“                                              | Етно парк „Брвнара“                                                     |                                              | 45.201484°N 20.134612°E / 45.201484, 20.134612                                               | Бачки Јарак             |                 | Темерин          | ПОКР. Н. САД   |
| СК 1871 | Пошаљи фотографију                                               | Салаш Илије-Ице Шокице                                                  |                                              | 45.374579°N 20.070721°E / 45.374579, 20.070721                                               | Жабаљ                   |                 | Жабаљ            | ПОКР. Н. САД   |
| СК 1873 | Капела породице Николић                                          | Капела породице Николић                                                 | Чератско гробље                              | 45.199934°N 19.928158°E / 45.199934, 19.928158                                               | Сремски Карловци        |                 | Сремски Карловци | ПОКР. Н. САД   |
| СК 1874 | Српска православна црква у Турији                                | Српска православна црква у Турији                                       |                                              | 45.541307°N 19.861112°E / 45.541307, 19.861112                                               | Турија (Србобран)       |                 | Србобран         | ПОКР. Н. САД   |
| СК 1875 | Пошаљи фотографију                                               | Војнограничарска зграда у Гардиновцима                                  |                                              | 45.200667°N 20.134156°E / 45.200667, 20.134156                                               | Гардиновци              |                 | Тител            | ПОКР. Н. САД   |
| СК 1876 | Српска православна црква у Гложану                               | Српска православна црква у Гложану                                      |                                              | 45.275053°N 19.570543°E / 45.275053, 19.570543                                               | Гложан                  |                 | Бачки Петровац   | ПОКР. Н. САД   |
| СК 1877 | Пошаљи фотографију                                               | Кућа у Ул. Бранислава Мокића бр.9                                       | Бранислава Мокића 9                          | 45.358821°N 19.589835°E / 45.358821, 19.589835                                               | Бачки Петровац          |                 | Бачки Петровац   | ПОКР. Н. САД   |
| СК 1892 | Пошаљи фотографију                                               | Родна кућа Исидоре Секулић                                              | Милетићева 118                               | 45.300611°N 20.175144°E / 45.300611, 20.175144                                               | Мошорин                 |                 | Тител            | ПОКР. Н. САД   |
| СК 1893 | Кудељара (мљач) у Бачком Петровцу                                | Кудељара (мљач) у Бачком Петровцу                                       | Хвиездославова 16                            | 45.355866°N 19.593252°E / 45.355866, 19.593252                                               | Бачки Петровац          |                 | Бачки Петровац   | ПОКР. Н. САД   |
| СК 1897 | Пошаљи фотографију                                               | Две војнограничарске зграде, у атару Жабља на обали Тисе                | у атару Жабља на обали Тисе                  | 45.384858°N 20.069097°E / 45.384858, 20.069097                                               | Жабаљ                   |                 | Жабаљ            | ПОКР. Н. САД   |
| СК 1898 | Пошаљи фотографију                                               | Сеоска кућа у Змајеву                                                   | Лењинова 68                                  | 45.45709°N 19.689728°E / 45.45709, 19.689728                                                 | Змајево                 |                 | Врбас            | ПОКР. Н. САД   |
| СК 1899 | Римокатоличка црква Св. Јосипа у Черевићу                        | Римокатоличка црква Св. Јосипа у Черевићу                               |                                              | 45.220289°N 19.662307°E / 45.220289, 19.662307                                               | Черевић                 |                 | Беочин           | ПОКР. Н. САД   |
| СК 1901 | Римокатоличка црква Св. Антуна Падованског у Бечеју              | Римокатоличка црква Св. Антуна Падованског у Бечеју                     |                                              | 45.615771°N 20.049222°E / 45.615771, 20.049222                                               | Бечеј                   |                 | Бечеј            | ПОКР. Н. САД   |
| СК 1902 | Српска православна црква Св. Григорија Богослова у Товаришеву    | Српска православна црква Св. Григорија Богослова у Товаришеву           |                                              | 45.355236°N 19.323639°E / 45.355236, 19.323639                                               | Товаришево              |                 | Бачка Паланка    | ПОКР. Н. САД   |
| СК 1903 | Српска православна црква Св. Николе у Жабљу                      | Српска православна црква Св. Николе у Жабљу                             |                                              | 45.372845°N 20.064714°E / 45.372845, 20.064714                                               | Жабаљ                   |                 | Жабаљ            | ПОКР. Н. САД   |
| СК 1905 | Родне куће браће Тан у Бечеју                                    | Родне куће браће Тан у Бечеју                                           | Главна 6 и 8                                 | 45.620243°N 20.040423°E / 45.620243, 20.040423                                               | Бечеј                   |                 | Бечеј            | ПОКР. Н. САД   |
| СК 1906 | Војнограничарска зграда у Надаљу                                 | Војнограничарска зграда у Надаљу                                        |                                              | 45.509054°N 19.925287°E / 45.509054, 19.925287                                               | Надаљ                   |                 | Србобран         | ПОКР. Н. САД   |
| СК 1907 | Пошаљи фотографију                                               | Родна кућа Милеве Марић-Ајнштајн                                        | Главна 107                                   | 45.205294°N 20.293955°E / 45.205294, 20.293955                                               | Тител                   |                 | Тител            | ПОКР. Н. САД   |
| СК 1908 | Зграда Скупштине општине Србобран                                | Зграда Скупштине општине Србобран                                       | Трг Слободе 2                                | 45.544587°N 19.790635°E / 45.544587, 19.790635                                               | Србобран                |                 | Србобран         | ПОКР. Н. САД   |
| СК 1909 | Дворац Фантаст у атару Бечеја                                    | Дворац Фантаст у атару Бечеја                                           | атар Бечеја                                  | 45.652598°N 19.902075°E / 45.652598, 19.902075                                               | Бечеј                   |                 | Бечеј            | ПОКР. Н. САД   |
| СК 2072 | Пошаљи фотографију                                               | Четири стара надгробна споменика из 18. века у Србобрану                |                                              | 45.554264°N 19.793087°E / 45.554264, 19.793087                                               | Србобран                |                 | Србобран         | ПОКР. Н. САД   |
| СК 2073 | Дворац у Беочину                                                 | Дворац у Беочину                                                        |                                              | 45.20385°N 19.719879°E / 45.20385, 19.719879                                                 | Беочин                  |                 | Беочин           | ПОКР. Н. САД   |
| СК 2074 | Црква Св. Архиђакона Стефана у Госпођинцима                      | Црква Св. Архиђакона Стефана у Госпођинцима                             |                                              | 45.405324°N 19.989886°E / 45.405324, 19.989886                                               | Госпођинци              |                 | Жабаљ            | ПОКР. Н. САД   |
| СК 2075 | Црква Ваведења Пресвете Богородице у Свилошу                     | Црква Ваведења Пресвете Богородице у Свилошу                            |                                              | 45.174081°N 19.585594°E / 45.174081, 19.585594                                               | Свилош                  |                 | Беочин           | ПОКР. Н. САД   |
| СК 2076 | Црква Светог архангела Гаврила у Грабову                         | Црква Светог архангела Гаврила у Грабову                                |                                              | 45.173827°N 19.613653°E / 45.173827, 19.613653                                               | Грабово (Беочин)        |                 | Беочин           | ПОКР. Н. САД   |
| СК 2242 | Пошаљи фотографију                                               | Месна заједница Бачки Јарак у Бачком Јарку                              |                                              |                                                                                              | Бачки Јарак             |                 | Темерин          | ПОКР. Н. САД   |
| СК 2250 | Пошаљи фотографију                                               | Амбар на саоницама породице Коруцић                                     |                                              |                                                                                              |                         |                 |                  | ПОКР. Н. САД   |
| СК 2261 | Евангелистичко Хришћанскa црквa А.В. у Врбасу                    | Евангелистичко Хришћанскa црквa А.В. у Врбасу                           |                                              | 45.57154798398064°N 19.639298613787588°E / 45.57154798398064, 19.639298613787588             | Врбас                   |                 | Врбас            | ПОКР. Н. САД   |
| СК 2262 | Гркокатоличка црква у Куцури                                     | Гркокатоличка црква у Куцури                                            |                                              | 45.52005026802596°N 19.588655241679405398064°E / 45.52005026802596, 19.588655241679405398064 | Куцура                  |                 | Врбас            | ПОКР. Н. САД   |
| СК 2275 | Надгробни споменик Јожефа Киша                                   | Надгробни споменик Јожефа Киша                                          |                                              | 45.588973°N 19.625238°E / 45.588973, 19.625238                                               | Врбас                   |                 | Врбас            | ПОКР. Н. САД   |